# Codognan
Codognan är en kommun i departementet Gard i regionen Occitanien i södra Frankrike. Kommunen ligger i kantonen Rhôny-Vidourle som tillhör arrondissementet Nîmes. År 2022 hade Codognan 2 518 invånare.

## Befolkningsutveckling
Antalet invånare i kommunen Codognan
Referens:INSEE